# Herb Chacor ha-Gelilit
Herb Chacor ha-Gelilit – herb samorządu lokalnyego położonego w Dystrykcie Północnym, w Izraelu. Został opublikowany w 1956 roku.
Pole tarczy herbowej jest podzielone na cztery nierówne części w barwach białej i niebieskiej. Umieszczono na niej cztery symbole, charakterystyczne dla miejscowości Chacor ha-Gelilit. W prawym górnym rogu umieszczono hebrajską nazwę miasteczka: חצור הגלילית. W lewym górnym rogu umieszczono wizerunek ruin starożytnego miasta Chacor, od którego Chacor ha-Gelilit wzięło swoją nazwę. Poniżej jest ilustracja gór Górnej Galilei z okoliczną roślinnością. Natomiast w prawym dolnym rogu umieszczono ilustrowaną mapę miasteczka – obok drogi ekspresowej nr 90 wyrosły osiedla mieszkaniowe i strefa przemysłowa Chacor ha-Gelilit. 
Oficjalna flaga miasta jest w kolorze zielonym, z czarnym herbem pośrodku.